# لازاروس جوزيف
لازاروس جوزيف (بالإنجليزية: Lazarus Joseph)‏ هو سياسي أمريكي، ولد في 25 يناير 1891 في الولايات المتحدة، وتوفي في 23 مايو 1966 بماونت سيناي بيت إسرائيل في الولايات المتحدة. حزبياً، نشط في الحزب الديمقراطي. وقد انتخب عضو مجلس ولاية نيويورك.